# Попо фон Хенеберг
Попо фон Хенеберг (на немски: Poppo von Henneberg; † ок. 1052) е първият известен от род Дом Хенеберг, граф на Хенеберг. Той е брат на Готеболд († 1040?).

## Деца
Попо фон Хенеберг има децата:
- Попо I фон Хенеберг (* ок. 1040; † 7 август 1078, убит в битката при Мелрихщат), граф на Хенеберг и бургграф на Вюрцбург, женен за графиня Хилдегард фон Шауенбург († 1104)
- Годеболд I (* пр. 1040; † 18 април 1091/1094), граф на Хенеберг и бургграф на Вюрцбург (1091)
- Билис († 13 декември 1076), каноник във Вюрцбург (1057)